# Ángelo Sagal
Ángelo Nicolás Sagal Tapia (Talca, 18 aprile 1993) è un calciatore cileno, attaccante dell'Apollōn Limassol.

## Palmarès

### Club

#### Competizioni nazionali
- Campionato ungherese: 1

Ferencváros: 2022-2023